# 12 Songs from Home
12 Songs from Home è un album dell'artista Ludovico Einaudi, realizzato durante il periodo del lockdown del 2020 dovuto alla pandemia di Covid-19.

## Descrizione
Si tratta di una serie di brani realizzati direttamente da casa dell'artista, riprodotti al pianoforte verticale registrati semplicemente con un iPhone e presentati con una cover minimalista disegnata dallo stesso Einaudi, pubblicati (solo in formato digitale) per Decca Records.

## Tracce
Musiche di Ludovico Einaudi.
1. A Sense of Symmetry – 5:04
2. Oltremare – 11:06
3. Berlin Song – 6:40
4. Tu Sei – 8:31
5. Elegy for the Arctic – 3:25
6. Ascent – 6:59
7. Gravity – 5:34
8. Nuvole bianche – 5:40
9. Le Onde – 4:58
10. High Heels – 4:33
11. The Earth Prelude – 4:45
12. Walk – 2:34

Durata totale: 69:49